# Hadamar
Hadamar település Németországban, Hessen tartományban. Lakosainak száma 13 093 fő (2023. december 31.).

## Népesség
A település népességének változása:
| Lakosok száma | 12 466 | 12 480 | 12 836 | 13 042 | 13 093 |
|               | 2017   | 2019   | 2021   | 2022   | 2023   |